# اولکساندر کیریوخین
اولکساندر کیریوخین (اوکراینی: Олександр Григорович Кiрюхін؛ زادهٔ ۱ اکتبر ۱۹۷۴) بازیکن فوتبال اهل اتحاد جماهیر شوروی سوسیالیستی است.
از باشگاه‌هایی که در آن بازی کرده‌است می‌توان به باشگاه فوتبال کریفباس کریفیی ریه، باشگاه فوتبال کریلیا سووتوف سامارا، باشگاه فوتبال چرنومورتس نووراسییسک، باشگاه فوتبال زسکا خاباروفسک، باشگاه فوتبال دینامو کی‌یف، باشگاه فوتبال الیستا، و باشگاه فوتبال زوریا لوهانسک اشاره کرد.
وی همچنین در تیم ملی فوتبال اوکراین بازی کرده‌است.